# Heriades crucifer
Heriades crucifer är en biart som beskrevs av Cockerell 1897. Heriades crucifer ingår i släktet väggbin, och familjen buksamlarbin. Inga underarter finns listade i Catalogue of Life.